# Sturnira bogotensis
Sturnira bogotensis is een zoogdier uit de familie van de bladneusvleermuizen van de Nieuwe Wereld (Phyllostomidae). De wetenschappelijke naam van de soort werd voor het eerst geldig gepubliceerd door Shamel in 1927.

## Voorkomen
De soort komt voor in Colombia, Ecuador en Peru.